# Wilhelm Menne
Wilhelm „Willi” Menne (ur. 11 sierpnia 1910 w Würzburgu, zm. 27 marca 1945 w okolicach Trenczyna) – niemiecki wioślarz i żołnierz, złoty medalista olimpijski.
Wystartował na igrzyskach olimpijskich w Berlinie w 1936 roku, gdzie reprezentanci III Rzeszy w składzie: Rudolf Eckstein, Toni Rom, Martin Karl i Wilhelm Menne zdobyli złoty medal w czwórkach bez sternika. W wyścigu finałowym o 4,7 sekundy wyprzedzili Brytyjczyków i o 8,8 sekundy Szwajcarów. Był to jego jedyny start olimpijski.
W tej samej konkurencji wywalczył także złoty medal na mistrzostwach Europy w Lucernie (1934). Ponadto zwyciężył w czwórkach ze sternikiem na mistrzostwach Europy w Berlinie (1935).
W 1933 roku zdobył mistrzostwo kraju w ósemkach ze sternikiem, a w latach 1934-36 roku zwyciężał również w czwórkach bez sternika. 
Zginął 27 marca 1945 roku na froncie wschodnim II wojny światowej w rejonie okolicach Trenczyna.